# UB-86号潜艇
陛下之UB-86号艇是德意志帝国海军于第一次世界大战期间建造的其中一艘UB-III型近岸潜艇或称U艇。它由不来梅的威悉船厂承建，于1917年10月10日新船下水，至同年11月10日交付使用。其全长55.85米，水面及水下排水量分别为516吨和647吨，艇载武器则包括五具500毫米鱼雷发射管以及一门88毫米口径甲板炮。UB-86号入役后曾先后被部署至北海战区的第五和第三区舰队，并参与了大西洋潜艇战。在五次巡逻期间，该艇合共击沉了协约国或中立国的4艘商船，容积总吨为5876吨。战后，根据对德停战协定的要求，UB-86号于1918年11月24日被引渡至英国哈维奇正式向协约国投降，后遭遗弃至法尔茅斯附近海滩，并自1921年起就地拆解报废。

## 设计
UB-86号是不来梅威悉船厂承建的UB-III型第二批次（UB-80至UB-87号）的七号艇，由德意志帝国海军潜艇监察局于1916年9月23日订购、1917年1月25日动工，至同年10月10日下水。其全长55.85米，舷宽5.80米。艇体采用双壳体结构，水面及水下排水量分别为516吨和647吨，浮起时的吃水深度为3.72米。由于无需像UC-II型艇那样提供水雷布设装置，设计工程师对潜艇舷弧进行了优化，增大了司令塔体积，配备两具潜望镜，司令塔与控制室之间增加一道水密舱壁。这些改进显著提高了潜艇的水下机动性和生存力。为了达到更高的航速，UB-86号采用两台奔驰六缸四冲程530匹公制馬力（390千瓦特）柴油机用于水面运行，以及两台394匹公制馬力（290千瓦特）的布朗-博韦里电动发电机用于水下航行；水面最高航速13.4節（24.8每小時），水下7.5節（13.9每小時）；能够在水面以6節（11每小時）航速续航8,180海里（15,150），或以4節（7.4每小時）连续在水下航行50海里（93）而无需充电。
UB-86号的主武器为五具500毫米艇艏鱼雷发射管，其中艇艏四具采用层叠式布局分居两侧、艇艉一具，并可搭载合共10枚G6型鱼雷。辅助武器则是一门88毫米30倍径速射炮。其标准船员编制为3名军官加31名水兵。

## 服役历史
1917年11月10日，UB-86号在首度担任艇长的海军上尉汉斯·特伦克的指挥下正式入役，随即展开海试。完成海试后，该艇曾先后被编入北海战区的第五和第三区舰队，并参与了大西洋潜艇战，足迹遍及福斯湾、布里斯托尔湾北部和康沃尔沿岸。在五次巡逻期间，UB-86号合共击沉了协约国或中立国的4艘商船，容积总吨为5876吨。其中，1481总吨的英国煤船迪恩波拉号于1918年8月17日在格纳德角西北约2海里（3.7）处遭UB-86号发射的鱼雷击沉。迪恩波拉号当时正从斯旺西驶往鲁昂，两枚鱼雷分别击中了其二号和三号货舱，导致它迅速下沉。大部分船员分别登上了一艘小艇和一艘木筏，后来被一艘巡逻船救起；而大管轮和一位一级水手则不幸罹难。此外，UB-86号还曾于同年4月11日击伤了排水量达14150吨的英国装甲巡洋舰阿尔弗雷德国王号。后者当时正在为哈利法克斯前往格拉斯哥的一支船队提供护航，行至距马林角以北约30海里（56）被鱼雷命中，但仍可自行返港，惟造成1名水兵阵亡。阿尔弗雷德国王号也因此成为一战期间遭U艇袭击的最大型舰船之一。
战后，根据对德停战协定的要求，UB-86号于1918年11月24日被引渡至英国哈维奇正式向协约国投降。落入英国人手中后，UB-86号与另外五艘德国U艇一同被拖到法尔茅斯，供英国皇家海军在法尔茅斯湾进行一系列爆炸试验，以找出它们设计中的弱点。试验结束后，UB-86号于1921年1月14日被英国海军部遗弃在法尔茅斯附近海滩（50°8′49.75″N 5°3′9.20″W / 50.1471528°N 5.0525556°W），并于同年4月19日作价110英镑的价格售予拆船商R·罗斯凯利与罗杰斯（R. Roskelly & Rodgers）。在接下来的数十年间，UB-86号有部分艇体被打捞上岸，但仍有部分留在原地。

## 袭击历史摘要
| 日期          | 船名             | 船籍         | 吨位  | 结局 |
| ------------- | ---------------- | ------------ | ----- | ---- |
| 1918年2月21日 | 麦西亚号         | 瑞典         | 1127  | 击沉 |
| 1918年4月11日 | 阿尔弗雷德国王号 | 英國皇家海軍 | 14150 | 击伤 |
| 1918年4月18日 | 格里格诺号       | 英国         | 1701  | 击沉 |
| 1918年8月17日 | 迪恩波拉号       | 英国         | 1481  | 击沉 |
| 1918年8月17日 | 海琳号           | 丹麦         | 1567  | 击沉 |
| 1918年8月18日 | 慈善号           | 英国         | 1735  | 击伤 |

## 脚注
1. ↑  Rössler，第55頁.
2. 1 2  Helgason, Guðmundur. . German and Austrian U-boats of World War I - Kaiserliche Marine - Uboat.net.   [2009-02-13].
3. 1 2 3 4  Gröner 1991，第25-30頁.
4. 1 2  Helgason, Guðmundur. . German and Austrian U-boats of World War I - Kaiserliche Marine - Uboat.net.   [2015-03-09].
5. ↑  陈进，第239頁.
6. ↑  NARS，第121頁.
7. 1 2  Helgason, Guðmundur. . German and Austrian U-boats of World War I - Kaiserliche Marine - Uboat.net.   [2014-12-02].
8. ↑  Helgason, Guðmundur. . German and Austrian U-boats of World War I - Kaiserliche Marine - Uboat.net.   [2022-05-13].
9. ↑  . Wreck Site.   [2014-03-13]. （原始内容存档于2012-07-09）.
10. ↑  Helgason, Guðmundur. . German and Austrian U-boats of World War I - Kaiserliche Marine - Uboat.net.   [2022-05-13].
11. ↑  Helgason, Guðmundur. . German and Austrian U-boats of World War I - Kaiserliche Marine - Uboat.net.   [2009-04-14].
12. 1 2  Dodson & Cant，第50–52, 99, 129頁.